# Панаев, Виктор Викторович
Виктор Викторович Панаев (род. 16.9.1985, Биробиджан) — российский велоспортсмен, тренер по велоспорту. Член сборной России (2002—2006). Участник многодневки «Джиро д’Италия». мастер спорта международного класса по велоспорту (2003).
Победитель Всероссийской многодневной велогонки (2001). Победитель финальных соревнований МНО (2001). Чемпион первенства России в индивидуальной гонке (2001). Чемпион Всероссийских соревнований (2002). Призёр Кубка мира в командном зачете (2002). Выступал за команду Премьер.
Выпускник школы № 2 г. Ишимбая.
Воспитанник ДЮСШ № 1 г. Ишимбая.
Воспитанник ЦОК «Агидель» (г. Уфа).
Окончил Стерлитамакский институт физической культуры (2008), Санкт-Петербургский государственный университет сервиса и экономики (2011).
Тренер по велоспорту Санкт-Петербургского государственного бюджетного образовательного учреждения дополнительного образования детей специализированная детско-юношеская спортивная школа олимпийского резерва Петродворцового района Санкт-Петербурга., школа № 204 Центрального района Санкт-Петербурга
Ранее тренировал в ДЮСШ № 1 г. Ишимбая (2006—2008).